# كأس لبنان 2013–14
كأس لبنان 2013–14 أو كأس الاتحاد اللبناني 2013–14 هو موسم من كأس الاتحاد اللبناني. كان عدد الأندية المشاركة فيه 16، وفاز فيه السلام زغرتا.